# جوناثان ديبن
جوناثان ديبن (بالإنجليزية: Jonathan Dibben)‏ (و. 1994  م) هو راكب دراجة هوائية بريطاني، ولد في ساوثهامبتون.

## سباقات أو مراحل فاز بها
| التاريخ       | السباق                                                         | المركز                  |
| ------------- | -------------------------------------------------------------- | ----------------------- |
| 08 أبريل 2012 | Paris-Roubaix Juniors 2012                                     | المركز الثالث           |
| 01 يناير 2015 | 2015 UEC European Track Championships – men's team pursuit     |                         |
| 01 يناير 2016 | 2016 UCI Track Cycling World Championships – men's points race |                         |
| 03 أبريل 2016 | تريبتيك ديس مونتس إت شاتيوكس 2016                              | المركز الثاني           |
| 09 أبريل 2016 | روند فان فلانديرن بيلوفتن 2016                                 | المركز الثاني           |
| 27 أغسطس 2016 | تور دي أفينير 2016                                             | الثالث في تصنيف النقاط  |
| 26 يناير 2017 | تروفيو بوريرز-فيلانيتكس-سيس سالينس-كامبوس 2017                 | السادس في التصنيف العام |

## روابط خارجية
- جوناثان ديبن على موقع الاتحاد الدولي للدراجات (الإنجليزية)
- جوناثان ديبن على موقع أرشيف الدراجات (الإنجليزية)
- جوناثان ديبن على موقع إحصائيات الدراجات الإحترافية (الإنجليزية)
- جوناثان ديبن على موقع نسبة الدراجات (الإنجليزية)
- جوناثان ديبن على موقع CycleBase (الإنجليزية)